# Estratigrafia

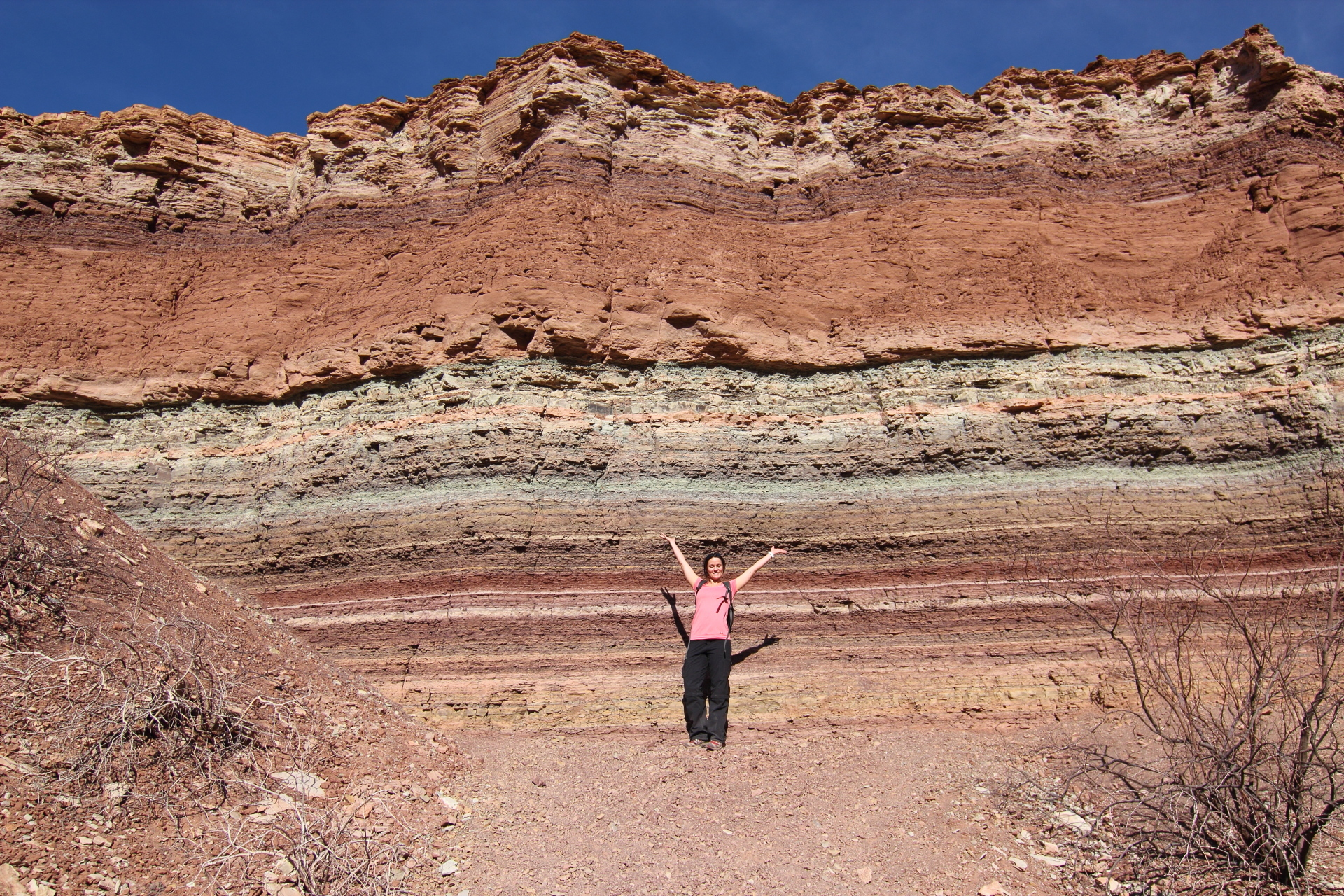
Estratos rochosos na província de Salta, Argentina

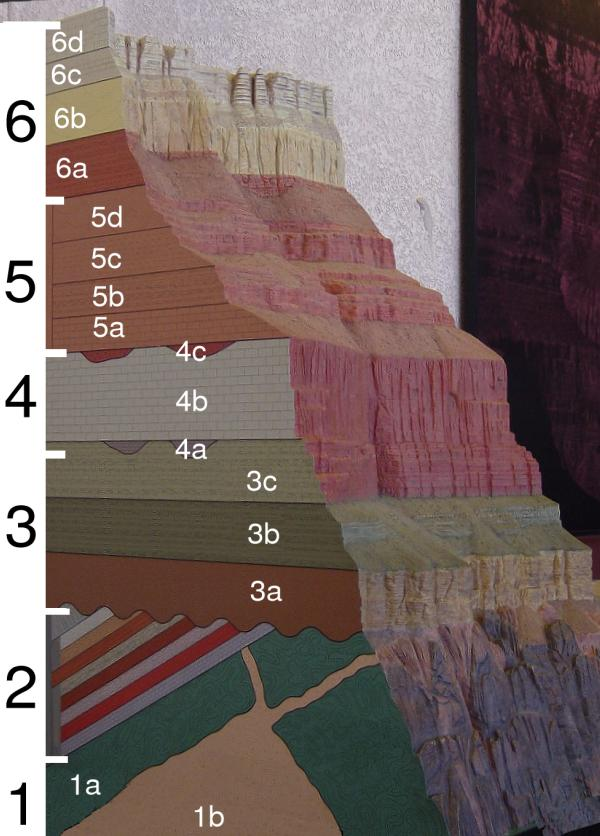
Seção geológica mostrando a estratigrafia do Grand Canyon, Estados Unidos. Números pretos correspondem à grupos de formações e números brancos correspondem à formações geológicas (clique na figura para ver mais detalhes).

A estratigrafia (do latim stratum e do grego graphia) é o ramo da geologia que estuda os estratos ou camadas de rochas, buscando determinar os processos e eventos que as formaram. Basicamente segue o princípio da sobreposição das camadas.
O estudo e definições da estratigrafia numa escala global são elaboradas pela The International Commission on Stratigraphy (Comissão Internacional de Estratigrafia) que, por sua vez, é o maior corpo científico dentro da International Union of Geological Sciences (União Internacional das Ciências Geológicas).

## Definição clássica
A estratigrafia é a descrição de todos os corpos rochosos que formam a crosta da Terra e sua organização em unidades mapeáveis distintas e úteis, com base em suas propriedades ou atributos intrínsecos, com vistas a estabelecer sua distribuição e relações no espaço e sua sucessão no tempo, e para interpretar a história geológica. A estratigrafia evoluiu bastante desde sua concepção, tendo focado majoritariamente em nomenclatura estratigráfica desde o princípio até 1960.
Atualmente, os conceitos base como Litoestratigrafia, Bioestratigrafia e Cronoestratigrafia continuam servindo como o cerne do estudo estratigráfico, mas somados a muitas novas técnicas e considerações, como os próprios sistemas da deposição de sedimento, e não somente as camadas por si; as chamadas sequências de deposição. Hoje, são estudadas através da estratigrafia de sequências, que pode ser considerada um dos últimos grandes avanços científico mundiais.

## Divisões da estratigrafia

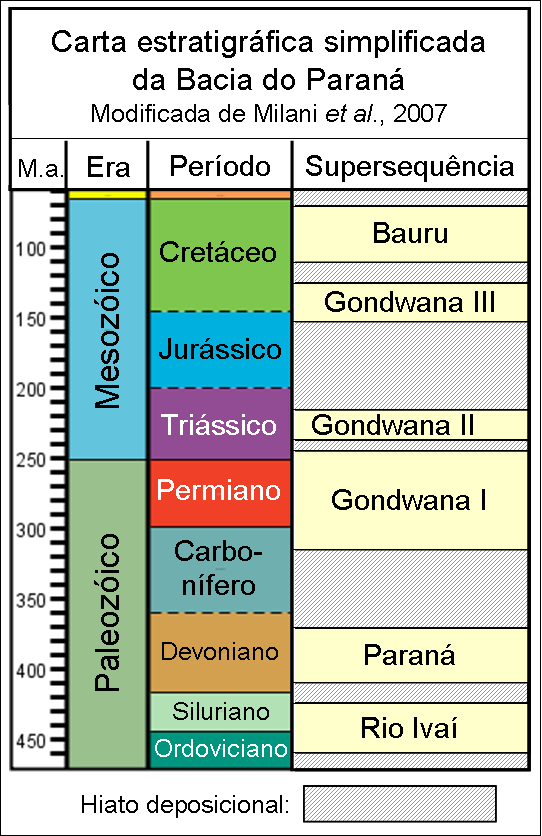
Carta estratigráfica simplificada da bacia do Paraná, mostrando sua divisão em supersequências aloestratigráficas (M.a.: milhões de anos)

- Litoestratigrafia: É a mais óbvia e a mais antiga das divisões da estratigrafia. Correlaciona os pacotes rochosos baseados na sua litologia, sem necessariamente se preocupar com o tempo de sua deposição ou formação. Ou seja, define a individualização dos pacotes rochosos, de outros pacotes, conforme suas características litológicas, composição mineralógica, granulometria ou mesmo cor. A unidade básica da litoestratigrafia é a formação geológica.
- Bioestratigrafia: Estuda as sucessões fossilíferas existentes nas rochas e sua correlação espacial. Estratos de diferentes localizações, com a mesma fauna ou flora são correlacionais em tempo. Está baseada no princípio de sucessão faunística de William Smith.
- Cronoestratigrafia: Estuda a idade relativa das rochas em relação a sua circunvizinhas;
- Aloestratigrafia: O estudo de estratos sedimentares que podem ser definidos e identificados das descontinuidades que limitam os mesmos, e que podem ser mapeados. Envolve interpretação estratigráfica, correlação e mapeamento destas descontinuidades e superfícies para dividir a seção sedimentar. Estas descontinuidades e superfícies podem ser hiatos deposicionais, discordâncias erosivas, superfícies de inundação e etc.[3]
- Estratigrafia de sequências: É o ramo da geologia que tenta subdividir e correlacionar os depósitos sedimentares entre discordâncias numa variedade de escalas e explicar estes unidades estratigráficas em termos de controle da variação relativa do nível do mar e do aporte sedimentar.[4]
- Magnetoestratigrafia: ramo da geologia que analisa, através de magnetismo residual térmico (TRM)[2], a orientação da deposição de minerais ricos em ferro na formação das rochas, podendo ser aplicada ao paleomagnetismo, onde é determinada a direção e a intensidade do campo magnético terrestre ao longo do tempo geológico.[5]

A partir das descobertas nas diversas áreas da estratigrafia, criou-se uma escala de tempo geológico, que serve de referencial temporal não só à geologia como também à paleontologia.

## Princípios estratigráficos
- Princípio da sobreposição das camadas
- Uniformitarismo
- Princípio da continuidade lateral